# HD 171028 b

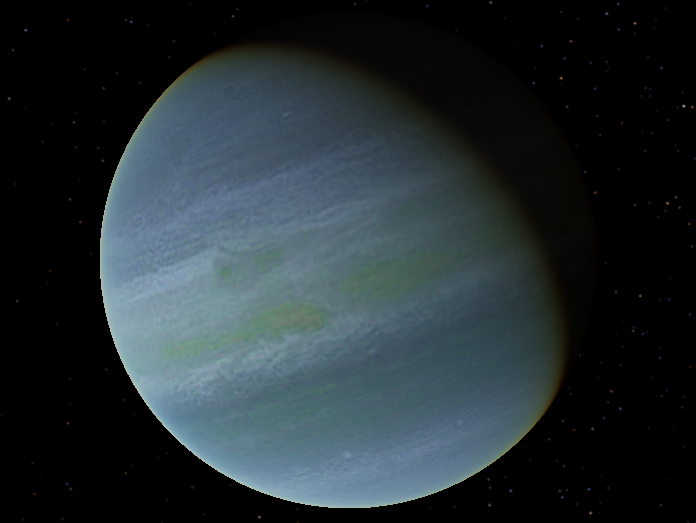

HD 171028 b는 항성 HD 171028 주위를 매우 찌그러진 궤도를 돌면서 공전하는, 최소 질량 목성의 1.83배에 이르는 외계 행성이다. 공전 주기는 1.47년이며 항성과의 평균 거리는 1.29 천문단위이다. 제네바 외계 행성 탐사팀이 2007년 7월 13일 발견 사실을 발표했다.

## 참고 문헌
- (영어) Santos 연구진 (2007). “The HARPS search for southern extra-solar planets XII. A giant planet orbiting the metal-poor star HD 171028” (요약). 《Astronomy and Astrophysics》 474 (2): 647–651. doi:10.1051/0004-6361:20078129. 웹 인쇄본